# シール・アワー・フェイト
「シール・アワー・フェイト」 (Seal Our Fate)は、グロリア・エステファンの楽曲。通算13枚目（ソロ名義としては2枚目）のスタジオ・アルバム『イントゥ・ザ・ライト』から2枚目のシングルとしてリリースされた。
グロリア自身が出演したペプシコーラのキャンペーンソングに起用された。

## 収録曲
日本盤 3"シングル
1. シール・アワー・フェイト
2. シール・アワー・フェイト（エクステンデッド・リミックス）
3. シール・アワー・フェイト（ダブ）